# Kitayama (Wakayama)
Kitayama (北山村 Kitayama-mura?) es una villa localizada en la prefectura de Wakayama, Japón. En junio de 2019 tenía una población estimada de 417 habitantes y una densidad de población de 8,65 personas por km². Su área total es de 48,20 km².

## Geografía

### Localidades circundantes
- Prefectura de Nara
  - Shimokitayama
  - Totsukawa
- Prefectura de Mie
  - Kumano

## Demografía
Según los datos del censo japonés, esta es la población de Kitayama en los últimos años.
| Año del censo | Población |
| ------------- | --------- |
| 1995          | 593       |
| 2000          | 635       |
| 2005          | 570       |
| 2010          | 486       |
| 2015          | 446       |